# Metasia corsicalis
Metasia corsicalis is een vlinder uit de familie van de grasmotten (Crambidae), uit de onderfamilie van de Spilomelinae. De wetenschappelijke naam van deze soort is voor het eerst voorgesteld als Cledeobia corsicalis door Philogène-Auguste-Joseph Duponchel in een publicatie uit 1833.
De soort komt voor op Zuid-Europa, Marokko en Algerije.